# Kalbaybaria
Kalbaybaria is een geslacht van haften (Ephemeroptera) uit de familie Leptophlebiidae.

## Soorten
Het geslacht Kalbaybaria omvat de volgende soorten:
- Kalbaybaria doantrange